# ناما جامايكية
ناما جامايكية (الاسم العلمي:Nama jamaicensis) هي نوع من النباتات يتبع جنس الناما من الفصيلة الحمحمية.